# Wölfebächel
Das Wölfebächel (auch Wolfsbächel und Wölfe) ist ein linker Zufluss der Wilzsch im Erzgebirgskreis im Freistaat Sachsen.

## Name
Siegfried Sieber sieht einen Zusammenhang zwischen den hier vorkommenden Namen, den des Flusses Wilzsch hält er vom altsorbischen Wort Vilca (Wolfsbach, von wilk = Wolf) sich erklärend. Das alte Wort sei zu ergänzen um reka für Bach. Er weist darauf hin, dass in der Nähe der Wölfeberg liege und es die beiden Nebenbäche Wolfseifenbach und Wölfebächel gäbe.
Häufig wurden in früheren Jahrhunderten Örtlichkeiten, an denen Wölfe vorkamen, mit Namen versehen, die diesen Tiernamen als Wortbestandteil hatten. Seit der Entstehung von Landkarten fanden sich dort diese Bezeichnungen. Im fraglichen Bereich fallen mehrere Ortsbezeichnungen mit Wolf im Namen auf. So kommen in Blatt 220 des Berliner Exemplars der Meilenblätter von Sachsen von Friedrich Ludwig Aster aus dem Jahr 1791 die Bezeichnungen für Bäche „Woelfen Baechel“ und „Wolf Seifen“ und als Namen für Berge „die Woelfe“ und „Zeisiggesang und Woelfe“ vor. In der Äquidistantenkarte von 1897 stehen als Ortsbezeichnungen „Wölfebg.“, „Wölfsbächel“ und „Wolfseifenbach“.

## Details
Das Wölfebächel gehört zum Flusssystem der Elbe und liegt zwischen Carlsfeld und Morgenröthe. Das Wölfebächel mündet bei Wilzschmühle mit einer Mündungshöhe von 677 m in die Wilzsch. Der Bach fließt östlich des 816,3 m ü. NHN hohen „Wölfebergs“ in einem tief eingeschnittenen Kerbtal, in dem ein den Bach jeweils mit Brücken überquerender gerader Weg von Wilzschmühle aus nach Süden verläuft.